# Prefettura di Marrakech
La prefettura di Marrakech è una delle prefetture del Marocco, parte della Regione di Marrakech-Safi.

## Geografia antropica

### Suddivisioni amministrative
La prefettura di Marrakech conta 5 quartieri (arrondissement) di Marrakech, una municipalità e 13 comuni:

#### Quartieri
- Annakhil
- Gueliz
- Marrakech-Medina
- Menara
- Sidi Youssef Ben Ali

#### Municipalità
- Mechouar Kasba

#### Comuni
- Agafay
- Ait Imour
- Alouidane
- Harbil
- Loudaya
- M'Nabha
- Ouahat Sidi Brahim

- Oulad Hassoune
- Ouled Dlim
- Saada
- Sid Zouine
- Souihla
- Tassoultante